# 1991년 마케도니아 공화국 독립 국민투표
1991년 마케도니아 독립 국민투표는 1991년 9월 8일에 마케도니아 사회주의 공화국에서 실시된 국민투표로 마케도니아 공화국의 유고슬라비아 사회주의 연방공화국에서 독립 여부를 결정하는 투표이다. 
당시 투표 질문 문항은 "마케도니아가 주권적, 독립적인 국가가 되어야 하며, 향후 유고슬라비아 주권 국가들과 어떠한 동맹도 맺을 권리가 있는가?"였다. 유권자 중 76%가 이 투표에 참여했으며 이 중 96%가 마케도니아의 독립을 찬성했다. 한편 마케도니아 내 가장 큰 소수민족인 알바니아계는 투표 참가를 거부했다. 독립 국민투표가 열린 9월 8일은 현재 북마케도니아 공화국의 독립 기념일로 지정되어 있다.